# Ernest Gruening
Ernest Henry Gruening (6 de febrero de 1887 – 26 de junio de 1974) fue un periodista y político estadounidense. Miembro del Partido Demócrata, Gruening fue gobernador del Territorio de Alaska de 1939 hasta 1953, y senador de Estados Unidos por Alaska de 1959 a 1969.
Nacido en Nueva York, Gruening siguió la carrera de periodismo después de graduarse de la Escuela Médica de Harvard. Trabajó para varios periódicos de Nueva York y Boston, sirvió en varias funciones gubernamentales durante la administración del presidente Franklin D. Roosevelt. Fue nombrado gobernador del entonces territorio de Alaska en 1939 y se convirtió en prominente promotor del proyecto político para hacer de Alaska un estado de la Unión.
Gruening fue uno de los dos senadores inaugurales que tuvo Alaska una vez que el territorio se convirtió en estado el año de 1959. Fue un adversario prominente de la Guerra de Vietnam y en esa dimensión fue uno de los senadores que votaron contra la resolución del Golfo de Tonkin.

## Datos biográficos
Nacido en Nueva York, Gruening asistió a la Escuela Hotchkiss, graduándose en la Universidad de Harvard en 1907 y de Harvard Escuela Médica en 1912, a la edad de 25 años. Después se convirtió en periodista, profesión que adoptó por considerarla más apasionante. Inicialmente fue reportero para el Boston American en 1912 y fue editor para el Herald of Boston. Más tarde escribió para el New York Tribune. Después de servir en la Primera Guerra Mundial, Gruening fue editor de The Nation de 1920 a 1923 y el editor del New York Post durante cuatro meses en 1934. Durante el tiempo que vivió en Nueva York, también escribió para la publicación de lengua española La Prensa.
Gruening fue nombrado para encabezar la delegación de EE. UU. a la 7.ª Conferencia Interamericana en 1933, fue director de la División de Territorios y Posesiones de Isla del Departamento del Interior, de 1934 a 1939, y administrador de la reconstrucción del Puerto Rico, de 1935 a 1937.
A pesar de haber nacido fuera de Alaska, fue un promotor incansable del otorgamiento de la jerarquía estatal al entonces territorio, sirviendo poco después como uno de sus dos primeros senadores.
Una de las áreas de especialidad de Gruening fue México. Como periodista hizo diversas publicaciones respecto a la situación política de ese país durante el periodo posrevolucionario desde 1920 hasta 1945, una de las cuales fue referida al gobierno socialista de Felipe Carrillo Puerto. Por su vínculo con el país, por su conocimiento objetivo de la realidad mexicana y por su actividad propagandística favorable a México ante el gobierno estadounidense, recibió en 1964 la Orden del águila azteca, máximo galardón que entrega esta nación a un extranjero.

## Reconocimientos
El edificio Ernest Gruening, es un aula del Campus de la Universidad de Alaska Fairbanks nombrado en su honor. En 1977, el Estado de Alaska erigió un monumento a Ernest Gruening en el Capitolio de los Estados Unidos.